# Макишинська сільська рада
Маки́шинська сільська́ ра́да — адміністративно-територіальна одиниця та орган місцевого самоврядування в Городнянському районі Чернігівської області. Адміністративний центр — село Макишин.

## Загальні відомості
Макишинська сільська рада утворена у 1918 році.
- Територія ради: 62,249 км²
- Населення ради: 992 особи (станом на 2001 рік)

## Населені пункти
Сільській раді підпорядковані населені пункти:
- с. Макишин

## Склад ради
Рада складалася з 12 депутатів та голови.
- Голова ради: Стадник Володимир Терентійович
- Секретар ради: Гришай Валентина Василівна

### Керівний склад попередніх скликань
| Прізвище, ім'я, по батькові    | Основні відомості                                                 | Дата обрання | Дата звільнення |
| ------------------------------ | ----------------------------------------------------------------- | ------------ | --------------- |
| Михайлов Анатолій Миколайович  | Сільський голова, 1948 року народження, член Народної партії      | 26.03.2006   | 21.06.2008      |
| Шапенко Микола Михайлович      | Сільський голова, 1957 року народження, безпартійний              | 30.11.2008   | 31.10.2010      |
| Стадник Володимир Терентійович | Сільський голова, 1956 року народження, освіта вища, безпартійний | 31.10.2010   |                 |

Примітка: таблиця складена за даними сайту Верховної Ради України

### Депутати
За результатами місцевих виборів 2010 року депутатами ради стали:

#### За суб'єктами висування
| Суб'єкт висування                                       | Кількість обраних депутатів | %    |
| ------------------------------------------------------- | --------------------------- | ---- |
| Партія регіонів                                         | 10                          | 83,3 |
| Політична партія Всеукраїнське об'єднання «Батьківщина» | 2                           | 16,7 |

#### За округами
| № округу                                                | Прізвище, ім'я, по батькові      | Дата визнання обраним | Освіта             | Партійна приналежність                        | Відомості про обраного депутата                          |
| ------------------------------------------------------- | -------------------------------- | --------------------- | ------------------ | --------------------------------------------- | -------------------------------------------------------- |
| Партія регіонів                                         |                                  |                       |                    |                                               |                                                          |
| 1                                                       | Кузьменко Микола Олександрович   | 01.11.2010            | середня            | член Партії регіонів                          | приватний підприємець                                    |
| 2                                                       | Гришай Валентина Василівна       | 01.11.2010            | середня            | позапартійна                                  | Макишинська сільська рада, секретар                      |
| 3                                                       | Барданова Світлана Олександрівна | 01.11.2010            | середня            | член Партії регіонів                          | фельдшерсько-акушерський пункт, акушер                   |
| 4                                                       | Косий Віктор Васильович          | 01.11.2010            | середня            | член Партії регіонів                          | тимчасово не працює                                      |
| 5                                                       | Гришай Микола Миколайович        | 01.11.2010            | середня            | член Партії регіонів                          | Городнянський держлісгосп, лісник                        |
| 6                                                       | Яковлев Микола Костянтинович     | 01.11.2010            | середня            | член Партії регіонів                          | Макишинська загальноосвітня школа, сторож                |
| 8                                                       | Молочко Лариса Іванівна          | 01.11.2010            | вища               | член Партії регіонів                          | приватний підприємець                                    |
| 9                                                       | Рекун Тетяна Володимирівна       | 01.11.2010            | середня            | член Партії регіонів                          | приватний підприємець                                    |
| 10                                                      | Довгорук Надія Миколаївна        | 01.11.2010            | середня спеціальна | член Партії регіонів                          | Макишинський фельдшерсько-акушерський пункт, завідувачка |
| 12                                                      | Войцехівська Наталія Іванівна    | 01.11.2010            | вища               | член Партії регіонів                          | Макишинська загальноосвітня школа, вчитель               |
| Політична партія Всеукраїнське об'єднання «Батьківщина» |                                  |                       |                    |                                               |                                                          |
| 7                                                       | Гришай Олена Михайлівна          | 01.11.2010            | середня            | член Всеукраїнського об'єднання «Батьківщина» | Макишинське ВЗ, начальник                                |
| 11                                                      | Коробець Надія Григорівна        | 01.11.2010            | середня            | член Всеукраїнського об'єднання «Батьківщина» | відділення поштового зв'язку, листоноша                  |